# Dywizja Piechoty Güstrow
Dywizja Piechoty Güstrow (niem. Infanterie-Division Güstrow), 4 Dywizja RAD – niemiecka dywizja piechoty sformowana 29 kwietnia 1945. Złożona z resztek 696 pułku grenadierów z 340 Dywizji Piechoty, VI Szkoły Podchorążych oraz innych szkół. Weszła w skład Grupy Armii „Wisła”. Poddała się wojskom brytyjskim w Meklemburgii w maju 1945.

## Skład
- 1 pułk grenadierów Güstrow
- 2 pułk grenadierów Güstrow
- 3 pułk grenadierów Güstrow
- pułk artylerii Güstrow
- batalion niszczycieli czołgów Güstrow (dowództwo i 1. kompania)
- batalion inżynieryjny Güstrow
- batalion łączności Güstrow (dowództwo i 1. kompania)
- batalion zapasowy Güstrow